# Кремлёв, Николай Александрович
Николай Александрович Кремлёв (Кремлев) (1833—1910) — русский правовед, профессор, декан юридического факультета и ректор Императорского Казанского университета (1872—1876 и 1885—1889).

## Биография
Родился 11 (23) июля 1833 года в Тюменском округе Тобольской губернии. Отец Кремлева был купцом в Ялуторовске. 
Окончил с золотой медалью Тобольскую мужскую гимназию (1851) и со званием кандидата юридических наук Императорский Казанский университет (1855). Службу начал 28 января 1856 года исполняющим обязанности помощника столоначальника канцелярии попечителя Казанского учебного округа. 
Получив 28 ноября 1856 года звание старшего учителя законоведения, он до 1862 года преподавал его в Первой и Второй гимназиях Казани. Одновременно, с 5 ноября 1858 года он был прикомандирован к Казанскому университету для преподавания уголовного судопроизводства, а также уголовно-полицейских законов и юридической практики студентам младших курсов. В конце декабря 1860 года избран, а в феврале 1861 года утверждён в должности адъюнкта по кафедре римского права. Одновременно работал домашним наставником, но с 1862 года стал преподавать только в Казанском университете. 
После защиты в конце декабря 1866 года магистерской диссертации «К учению о праве добросовестного владельца на плоды по римскому праву», через месяц он был утверждён в звании приват-доцента по занимаемой кафедре. А после защиты докторской диссертации «Сепарация как способ приобретения собственности добросовестным владельцем по классическому римскому праву» в апреле 1868 года стал экстраординарным профессором, а с октября того же года — ординарным профессором римского права Казанского университета. 
С декабря 1870 по январь 1871 года он был проректором, а с апреля 1872 по июль 1876 года — ректором Казанского университета. Был вынужден подать в отставку после того, как отказался наказать студентов и с мая 1876 года по август 1883 года состоял деканом юридического факультета. В 1878—1880 и 1883—1884 годах, кроме собственного предмета, читал ещё и лекции по вакантной кафедре политической экономии. Одновременно, в 1879—1881 годах, он был инспектором классов и членом Совета Родионовского института благородных девиц. Участвовал в 1875—1876 годах в работе комиссии по пересмотру университетского устава 1863 года.
Н. А. Кремлев — учредитель и первый председатель казанского общества земледельческих колоний и ремесленных приютов, учредитель и первый председатель Пушкинского общества литературы и искусства, председатель юридического общества. 
В период 1883—1885 годов он был директором Демидовского юридического лицея в Ярославле; в 1884 году получил звание заслуженного профессора. В июне 1885 года Кремлев вернулся на кафедру римского права Казанского университета и в ноябре 1885 года вновь был избран ректором университета. 
В декабре 1889 года закончил службу в Казани, поскольку получил назначение в Санкт-Петербург — членом консультации Министерства юстиции с оставлением по ведомству Министерства народного просвещения. Кремлев участвовал в редакционной комиссии, работавшей над проектом нового Гражданского кодекса и одновременно занимал должность приват-доцента римского права в Санкт-Петербургском университете . В Петербурге помимо работы в университете читал лекции в Училище правоведения. В 1891 году Казанский университет избрал его почётным членом.
Умер 21 апреля (4 мая) 1910 года.
Один из ведущих отечественных специалистов в области римского права. Внёс существенный вклад в преподавание данной дисциплины в высшей школе России.

## Награды и звания
Награждён орденами Святого Станислава 1-й и 2-й степени, Святого Владимира 3-й степени, Святого Анны 2-й степени и др. Почётный профессор Казанского университета.

## Сочинения
- К учению о праве добросовестного владельца на плоды по римскому праву. — Казань: ред. «Известий и Ученых записок» Казанск. ун-та, 1866. — 64 с.
- Сепарация как способ приобретения собственности добросовестным владельцем по классическому римскому праву. — Казань: Университетск. тип., 1868. — 142 с.
- Система римского права. Программа испытаний и курс. — СПб.: Тип. А. М. Вольфа, 1892. — 288 с.